# Лончина Ірина Володимирівна

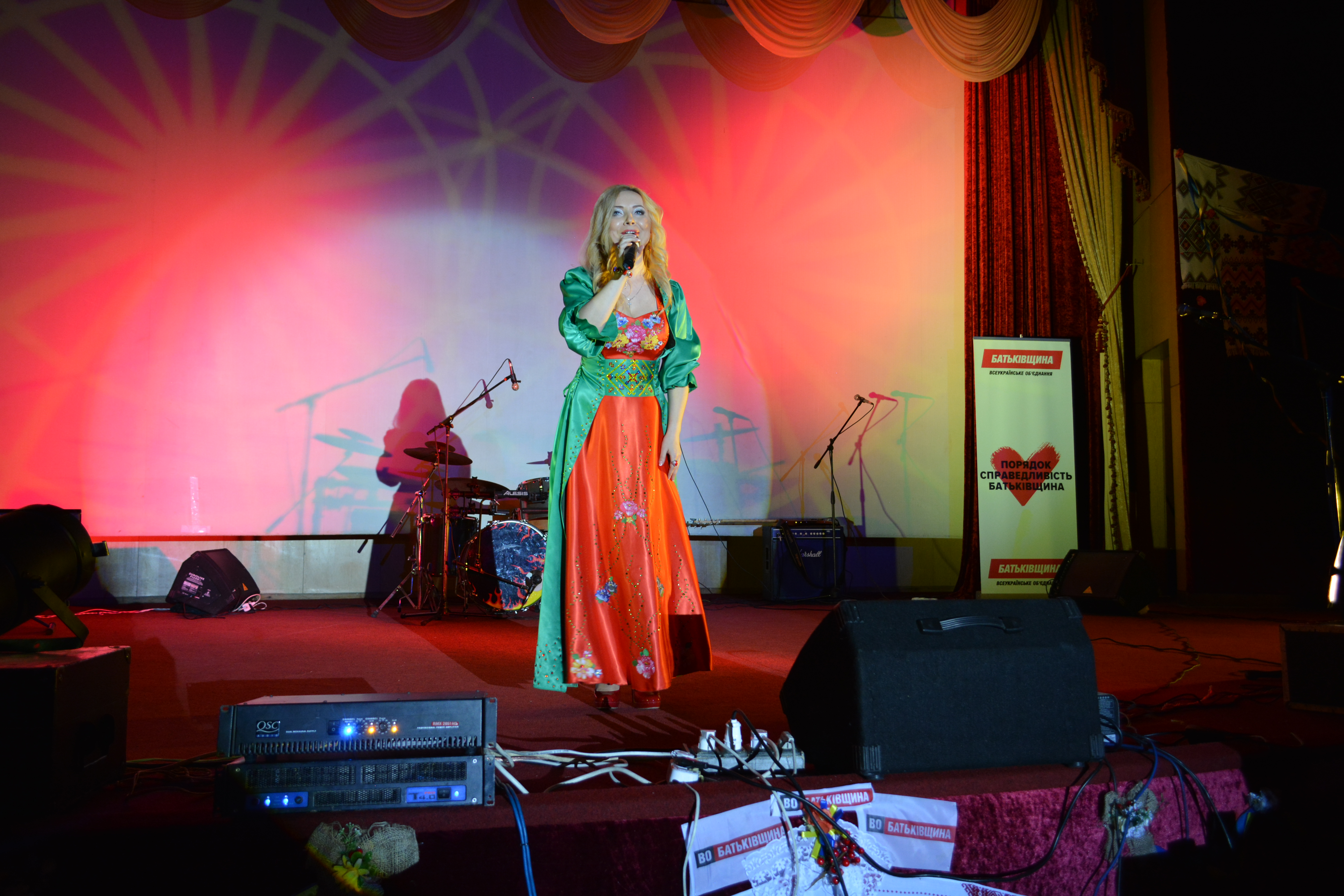
Під час концертного виступу на Івано-Франківщині. 2016 р. (З фотоархівів М. Бойчука)

Ірина Володимирівна Лончина (Ірина Лончина) (нар. 5 грудня 1982, Тлумач Івано-Франківської області) — українська співачка. Заслужена артистка України, лауреат Всеукраїнських та міжнародних конкурсів, автор та виконавець естрадних пісень.

## Життєпис

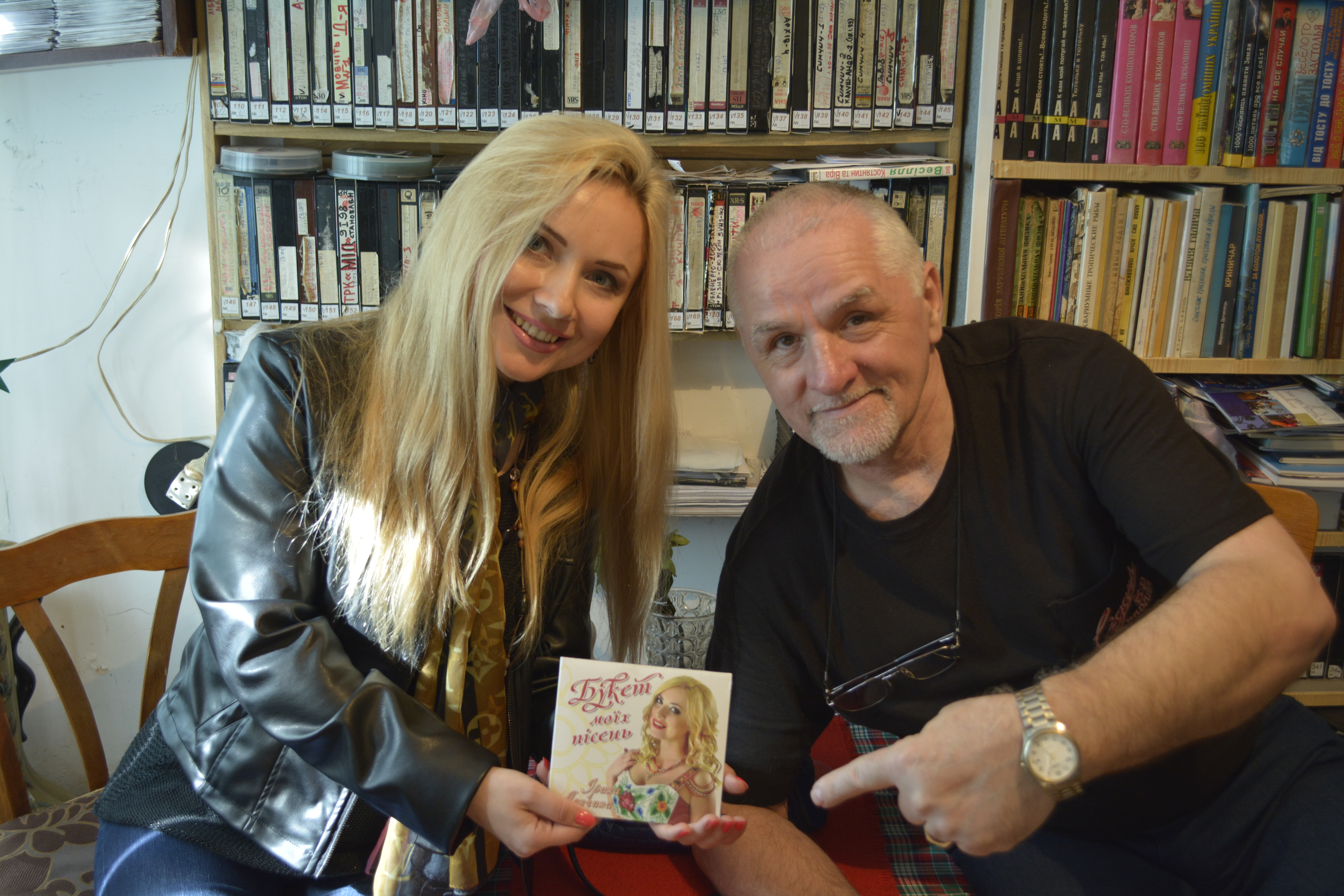
Ірина Лончина в Студії документального кіно з поетом-піснярем Мирославом Бойчуком. Івано-Франківськ. 2016 рік.

Народилась 5 грудня 1982 року у місті Тлумач Івано-Франківської області у сім'ї вчителів. Із золотою медаллю закінчила Поберезьку ЗОШ I—III ст. (Тисменицький район). Навчалась у Єзупільській музичній школі по класу фортепіано. Здобула вищу освіту в Інституті мистецтв Прикарпатського Університету імені В. Стефаника.
Співати почала в дитинстві. Ще будучи ученицею 4 класу, як солістка гурту «Воля» отримала перемогу у конкурсі патріотичної пісні, присвяченому 50-річчю УПА. Свої творчі та вокальні здібності розвивала у «Клубі обдарованих дітей», що діяв при «Просвіті». У той період знялась у дитячих передачах «Галочка», «Різдвяна вервичка». Перемогла на Всеукраїнському дитячому конкурсі «Христинка», «Карпатські соловейки» та Обласному конкурсі патріотичної пісні. Також була лауреатом на музичних конкурсах «Золотий тік» і «Таланти твої, Україно!» (Артек, Крим). Згодом здобула перемогу на багатьох відомих пісенних телевізійних конкурсах, зокрема: «Зірки, на сцену!», «Пісня серця» (готувався на честь приїзду до України Папи Івана Павла II, Львів), «Захід XXI століття» (Івано-Франківськ). Представляла Україну на міжнародному фестивалі «Carpatia» (Польща). Була солісткою вокально-інструментального ансамблю БВУПЗГ.
Професійна творча діяльність розпочалась у Мистецькій агенції «Захід-шоу». Здійснила концертне турне Україною. У грудні 2005 року виступала у Косово (колишня Югославія), разом з іншими відомими артистами у складі культурно-мистецької місії від України. Відзнято музичні кліпи на три авторські пісні «Забудь мене», «Минають дні» та «Мати-емігрантка». Пісню «Мати-емігрантка» написала після повернення з Італії, де виступала разом з іншими артистами перед українською діаспорою та заробітчанами у Римі та інших містах на концертах присвячених Дню матері.
Брала участь у зніманні телепрограм: «Наша пісня» (Перший Національний), «Пісня Прикарпаття», «Різдво у Карпатах», «Щедрий вечір» (Перший Національний), «Від хати до хати» та інші. Отримала приз слухацьких симпатій на Конкурсі Національного радіо «Пісня року», а також диплом за найкраще виконання пісні у програмі «Від суботи до суботи» (Національне радіо). Серед численних відзнак та нагород — Грамота Верховного Архієпископа Української Греко-Католицької Церкви Любомира Гузара за розбудову Патріаршої Церкви на благодійних концертах.
Важливим кроком та успіхом є перша сольна шоу-програма «Струни кохання», що відбулась 12 листопада 2006 року у приміщенні Івано-Франківського обласного музично-драматичного театру. Таку ж назву — «Струни кохання» — має перший аудіоальбом співачки, куди увійшли як авторські пісні, так і пісні відомих поетів і композиторів. Написано близько 70 пісень, з яких частина увійшла у другий аудіоальбом «Не забувай мене».
На початку 2008 року з концертною програмою побувала у Баку (Азербайджан), у 2009 році — у м. Валенсія (Іспанія), а також відбулось концертне турне багатьма містами Італії.
У травні 2011 року на запрошення української громади м. Вільнюса (Литва) у Будинку офіцерів цього литовського міста відбувся сольний концерт Заслуженої артистки України Ірини Лончини, який пройшов в рамках відзначення 150-ї річниці перепоховання Тараса Григоровича Шевченка. У 2011 році отримала Гран-прі на конкурсі «Світове чудо» («World Wonder»), яке проводить щорічно Міжнародне Радіо в м. Едмонтоні (Канада). Того ж року в Едмонтоні брала участь у відомому міжнародному етнічному фестивалі «Спадщина». У 2012 році Ірина здійснила сольні концерти в Народному Домі Нью-Йорка, в Народному Домі Джерсі-Сіті, штат Нью-Джерсі та Нью-Гейвен, штат Коннектикут. А також була запрошена виступити на Українському фестивалі в Нью-Йорку та на «Союзівці». Її колядки та духовні авторські пісні лунали також і в українських церквах Америки.

## Співпраця з поетами-піснярами
У 2009 році Ірина вперше бере до свого репертуару пісню на слова Мирослава Бойчука «Незаймана любов» (муз. Ірини Лончиної, сл. Мирослава Бойчука).
2015 рік «Небесна Сотня України» (муз. Володимира Домшинського, сл. Мирослава Бойчука).
2022 рік «Весілля на війні» (муз. Ірини Лончиної, сл. Мирослава Бойчука).

## Звання
- Заслужена артистка України (2008)[4]